# مورتون (تگزاس)
مورتون، تگزاس(به انگلیسی: Morton, Texas) شهری در ایالت تگزاس از ایالات جنوبی ایالات متحده آمریکا است. در سرشماری سال ۲۰۰۰، جمعیت این شهر ۲۲۴۹ نفر اعلام شد.